# Vetenskapsåret 1702

## Händelser
- William Cowper beskriver Cowpers körtlar.
- Thomas Savery beskriver i sin bok The Miner's Friend; or, An Engine to Raise Water by Fire den ångmaskin som han patenterat 1698 och påstår att den kan användas för att pumpa vatten ur gruvor.
- Wilhelm Homberg upptäcker borsyra.

### Astronomi
- 20 april - en komet passerar förbi jorden, den 10:e närmaste kometen i historien. [1]
- Okänt datum - David Gregory publicerar Astronomiae physicae et geometricae elementa, det första verket som tillämpar Isaac Newtons rörelseprinciper till astronomi. [2]

### Teknik
- En reservoarpenna utvecklas av fransmannen M. Bion. [3]

## Födda
- 5 november - Thomas Bayes (död 1761), engelsk matematiker. [4]
- George Martine (död 1741), skotsk läkare och vetenskapsman. [5]

## Avlidna
- 15 juni - Georg Eberhard Rumphius (född 1627), tysk botanist.
- 17 september - Olof Rudbeck (född 1630), svensk fysiolog.
- Clopton Havers (född 1657), engelsk läkare.

### Fotnoter
1. ↑  ”Historic Comet Close Approaches”. NASA. Arkiverad från originalet den 9 januari 2008. https://web.archive.org/web/20080109135952/http://neo.jpl.nasa.gov/ca/historic_comets.html. Läst 6 januari 2008.
2. ↑  Bunch, Bryan H.; Alexander Hellemans (2004). The history of science and technology: a browser's guide to the great discoveries, inventions, and the people who made them, from the dawn of time to today. Houghton Mifflin Harcourt. sid. 776 pages. ISBN 978-0-618-22123-3. http://books.google.com/?id=MlQ7NK9dw7IC&printsec=frontcover&q=
3. ↑  Narayanan, Vivek (18 maj 2005). ”Patent and Trademark History in the Fountain Pen Industry” (pdf). Arkiverad från originalet den 28 februari 2004. https://web.archive.org/web/20040228150710/http://www.ma.utexas.edu/users/narayana/Academics/Intellectual_Property/termpaper.pdf. Läst 6 januari 2008.
4. ↑  Mann, Ralph (2004). ”Stone, Edward (1702–1768)”. Oxford Dictionary of National Biography. Oxford University Press. http://www.oxforddnb.com/view/article/38014. Läst 17 februari 2011. (Prenumeration eller UK public library-medlemskap krävs)
5. ↑  Mall:DNB Cite